# Narathura telephus
Narathura telephus är en fjärilsart som beskrevs av Lambertus Johannes Toxopeus 1930. Narathura telephus ingår i släktet Narathura och familjen juvelvingar. Inga underarter finns listade i Catalogue of Life.